# Namakgale
Namakgale este un oraș din Africa de Sud.